# 遠東國立技術大學

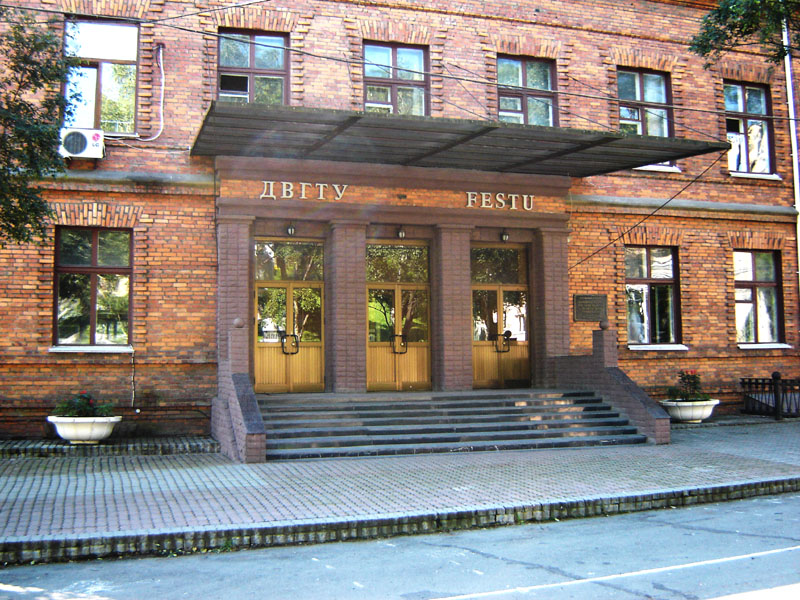
遠東國立技術大學的大門

遠東國立技術大學（俄语：Дальневосто́чный госуда́рственный техни́ческий университе́т）是位于俄罗斯海參崴的一所大学。它成立于1930年2月20日，作为远东技术学院（Дальневосточный политехнический институт (ДВПИ)）。這間學校在1992年的時候被昇格為大学地位。
2011年并入新成立的远东联邦大学。

## 姊妹校
- 中華民國健行科技大學

## 外部連結
- Far Eastern State Technical University website home page (English)
- Far Eastern State Technical University website home page (Russian)